# سفينة حاويات: من فئة الجزيرة الخضراء

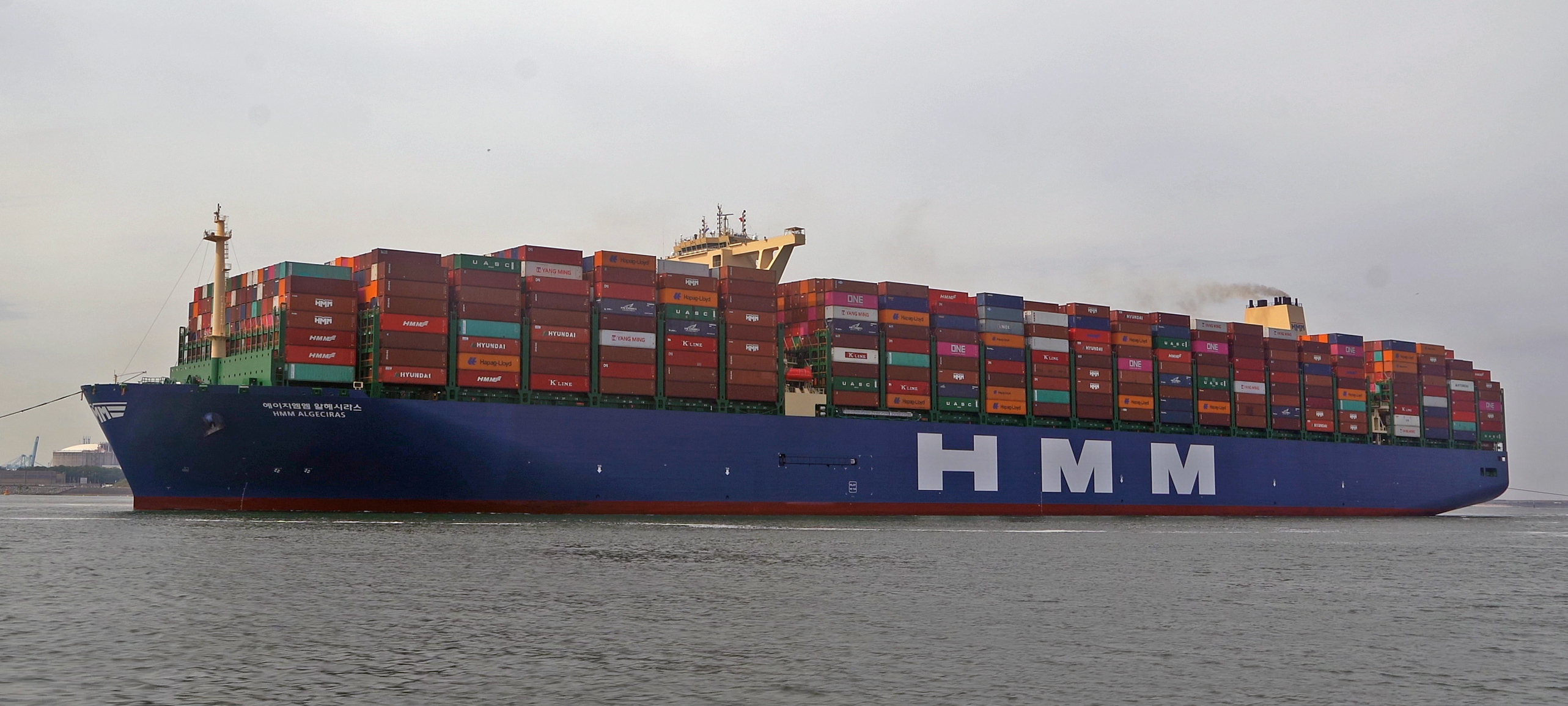
سفينة حاويات في ميناء روتردام عام 2020، الجزيرة الخضراء

فئة الجزيرة الخضراء هي فئة من سفن الحاويات تتكون من 12 سفينة في المجموع . تمتلك أكبر السفن قدرة نظرية قصوى تبلغ 23,964 وحدة مكافئة لعشرين قدمًا (TEU). هم أكبر سفن الحاويات في العالم ، متجاوزين Gülsün class (23756 حاوية مكافئة). 